# 克洛斯特莱宁
克洛斯特莱宁（德語：Kloster Lehnin，得名于同名修道院）是德国勃兰登堡州的一个市镇，隶属于波茨坦-米特尔马克县，位于哈弗尔河畔勃兰登堡东南15公里。总面积为200.97平方千米，截至2020年总人口为10894人。
市镇的中心为莱宁。莱宁修道院由奥托一世建立于1180年，1415年僧侣在修道院围墙外面建造了邻近的建筑。如今，保存完好的区域包括翻新后的教堂和其他哥特式建筑。